# Multiple Dealing
Das Multiple Dealing kommt in einigen Cash-Games des Spiels Texas Hold’em zum Einsatz. Dies kann durchgeführt werden, wenn noch vor dem River ein Spieler all-in gegangen ist. Dann können sich die verbleibenden Spieler darauf einigen, dass die Runde mehrmals gedealt – also ausgeteilt – wird.
Wenn sich z. B. darauf geeinigt wird, dass die Runde zweimal gespielt werden soll, dann teilt der Dealer die entsprechenden fehlenden Karten zum Ende einer Runde zweimal aus. Der Pot wird geteilt und der Spieler, der die jeweils ausgespielte Runde für sich entscheidet, gewinnt einen entsprechenden Anteil am Pot.
Am geläufigsten ist es, die Hand zwei oder drei Mal zu spielen.

## Beispiel
Die Community Cards des Flops sind: J♡ 9♠ 6♠
Einigen sich die Spieler nun mehrmals zu spielen (z. B. zweimal), dann legt der Dealer Turn und River zweimal:
1. Mal: A♡ 7♢
2. Mal: Q♣ 3♠

Bei einem Pot in der Höhe von 400 € würde der Spieler, der beim ersten Mal gewonnen hat, 200 € gewinnen. Der Spieler, der die zweite Variante für sich entscheiden konnte, bekommt die restlichen 200 €.